# Comaphorus
Comaphorus é um gênero extinto e duvidoso de gliptodonte. Viveu durante o Mioceno superior na Argentina, mas apenas um fóssil foi referido ao animal.

## Descrição
Este gênero é conhecido apenas por um único osteoderma da carapaça dorsal, que desde então se perdeu. Como todos os gliptodontes, provavelmente tinha uma grande carapaça dorsal feita de osteodermas fundidos. Ameghino diagnosticou o táxon com base em características muito gerais, como a superfície dorsal sendo elevada no centro, com vinte perfurações perdidas na espessura do osteoderma que não levavam a perfurações semelhantes presentes na superfície interna. Esses caracteres são muito vagos e, como o holótipo está desaparecido, o táxon ainda é um nomen dubium. Com base em sua posição filogenética em Doedicurinae, Comaphorus provavelmente era um dos maiores gliptodontes conhecidos, com uma bainha caudal robusta e fundida.

## História e classificação
Comaphorus concisus foi descrito pela primeira vez em 1886 por Florentino Ameghino, com base em um único osteoderma da carapaça dorsal que havia sido coletado dos estratos do Mioceno superior da formação Ituzaingó [en], na província de Entre Rios, Argentina. Ameghino acreditava que o gênero era intimamente relacionado aos gêneros do Pleistoceno Doedicurus e  Plaxhaplous, dois gêneros que desde então foram classificados na tribo Doedicurini, juntamente com  Eleutherocercus. No entanto, o osteoderma-tipo desde então se perdeu e as características diagnósticas usadas por Ameghino foram observadas em vários outros gliptodontes e não são específicas, tornando este táxon um nomen dubium. Apesar disso, as características do osteoderma ainda indicam que era um parente próximo de Doedicurus e outros doedicurinos.